# Championnat du monde masculin de poursuite
Le Championnat du monde de poursuite masculin est le championnat du monde de poursuite organisé annuellement par l'UCI dans le cadre des Championnats du monde de cyclisme sur piste.

## Historique
En 1939, la poursuite individuelle est pour la première fois officiellement au programme des championnats du monde sur piste à Milan. Cependant, l'épreuve est annulée en raison de l'éclatement de la Seconde Guerre mondiale après les premières manches. L'année précédente, en 1938 à Amsterdam, une course de démonstration avait eu lieu. L'idée de cette nouvelle discipline vient du cycliste américain Bill Martin.
En 1993, la séparation entre les professionnels et amateurs est abrogée. Depuis, un championnat du monde dit « Open » ou « Êlites » est organisé.
Lors des années olympiques 1972, 1976, 1980, 1984 et 1988, les championnats du monde amateurs sont remplacés par les épreuves olympiques équivalentes. Dans ce cas, le titre de champion du monde est décerné au vainqueur olympique qui est également distingué par le « maillot arc-en-ciel » pour une année.

## Palmarès

### Poursuite amateur (1946-1991)
| Édition | Or                                        | Argent                                    | Bronze                                    |
| ------- | ----------------------------------------- | ----------------------------------------- | ----------------------------------------- |
| 1946    | Roger Rioland (FRA)                       | Borge Gissel (DEN)                        | Harald Janemar (SWE)                      |
| 1947    | Arnaldo Benfenati (ITA)                   | Attilio François (URU)                    | Knud Andersen (DEN)                       |
| 1948    | Guido Messina (ITA)                       | Jacques Dupont (FRA)                      | Charles Coste (FRA)                       |
| 1949    | Knud Andersen (DEN)                       | Cyril Cartwright (GBR)                    | Aldo Gandini (ITA)                        |
| 1950    | Sydney Patterson (AUS)                    | Aldo Gandini (ITA)                        | Guido Messina (ITA)                       |
| 1951    | Mino De Rossi (ITA)                       | Raphaël Glorieux (BEL)                    | Guido Messina (ITA)                       |
| 1952    | Piet van Heusden (NED)                    | Mino De Rossi (ITA)                       | Loris Campana (ITA)                       |
| 1953    | Guido Messina (ITA)                       | Loris Campana (ITA)                       | Daan de Groot (NED)                       |
| 1954    | Leandro Faggin (ITA)                      | Peter Broterthon (GBR)                    | Norman Sheil (GBR)                        |
| 1955    | Norman Sheil (GBR)                        | Peter Broterthon (GBR)                    | Leandro Faggin (ITA)                      |
| 1956    | Ercole Baldini (ITA)                      | Leandro Faggin (ITA)                      | John Geddes (GBR)                         |
| 1957    | Carlo Simonigh (ITA)                      | Franco Gandini (ITA)                      | Albertus Geldermans (NED)                 |
| 1958    | Norman Sheil (GBR)                        | Philippe Gaudrillet (FRA)                 | Carlo Simonigh (ITA)                      |
| 1959    | Rudi Altig (RFA)                          | Mario Vallotto (ITA)                      | Walter Trepp (SUI)                        |
| 1960    | Marcel Delattre (FRA)                     | Henk Nijdam (NED)                         | Siegfried Köhler (RDA)                    |
| 1961    | Henk Nijdam (NED)                         | Jacob Oudkerk (NED)                       | Marcel Delattre (FRA)                     |
| 1962    | Kaj Erik Jensen (DEN)                     | Herman Van Loo (BEL)                      | Jacob Oudkerk (NED)                       |
| 1963    | Jean Walschaerts (BEL)                    | Stanislav Moskvine (URS)                  | Hugh Porter (GBR)                         |
| 1964    | Tiemen Groen (NED)                        | Herman Van Loo (BEL)                      | Jiří Daler (TCH)                          |
| 1965    | Tiemen Groen (NED)                        | Stanislav Moskvine (URS)                  | Preben Isaksson (DEN)                     |
| 1966    | Tiemen Groen (NED)                        | Jiří Daler (TCH)                          | Giorgio Ursi (ITA)                        |
| 1967    | Gert Bongers (NED)                        | Mogens Frey (DEN)                         | Jiří Daler (TCH)                          |
| 1968    | Mogens Frey (DEN)                         | Xaver Kurmann (SUI)                       | Lorenzo Bosisio (ITA)                     |
| 1969    | Xaver Kurmann (SUI)                       | Bernard Darmet (FRA)                      | Daniel Rebillard (FRA)                    |
| 1970    | Xaver Kurmann (SUI)                       | Ian Hallam (GBR)                          | Viktor Bykov (URS)                        |
| 1971    | Martín Rodríguez (COL)                    | Josef Fuchs (SUI)                         | Giacomo Bazzan (ITA)                      |
| 1972    | Non-disputé en raison des Jeux Olympiques | Non-disputé en raison des Jeux Olympiques | Non-disputé en raison des Jeux Olympiques |
| 1973    | Knut Knudsen (NOR)                        | Herman Ponsteen (NED)                     | Ruppert Kratzer (RFA)                     |
| 1974    | Hans Lutz (RFA)                           | Orfeo Pizzoferrato (ITA)                  | Thomas Huschke (RDA)                      |
| 1975    | Thomas Huschke (RDA)                      | Vladimir Osokin (URS)                     | Orfeo Pizzoferrato (ITA)                  |
| 1976    | Non-disputé en raison des Jeux olympiques | Non-disputé en raison des Jeux olympiques | Non-disputé en raison des Jeux olympiques |
| 1977    | Norbert Dürpisch (RDA)                    | Uwe Unterwalder (RDA)                     | Daniel Gisiger (SUI)                      |
| 1978    | Detlef Macha (RDA)                        | Norbert Dürpisch (RDA)                    | Uwe Unterwalder (RDA)                     |
| 1979    | Nikolaï Makarov (URS)                     | Maurizio Bidinost (ITA)                   | Alain Bondue (FRA)                        |
| 1980    | Non-disputé en raison des Jeux olympiques | Non-disputé en raison des Jeux olympiques | Non-disputé en raison des Jeux olympiques |
| 1981    | Detlef Macha (RDA)                        | Dainis Liepiņš (URS)                      | Maurizio Bidinost (ITA)                   |
| 1982    | Detlef Macha (RDA)                        | Rolf Gölz (RFA)                           | Mario Hernig (RDA)                        |
| 1983    | Viktor Kupovets (URS)                     | Bernd Dittert (RDA)                       | Dainis Liepiņš (URS)                      |
| 1984    | Non-disputé en raison des Jeux olympiques | Non-disputé en raison des Jeux olympiques | Non-disputé en raison des Jeux olympiques |
| 1985    | Viatcheslav Ekimov (URS)                  | Gintautas Umaras (URS)                    | Roland Günther (RFA)                      |
| 1986    | Viatcheslav Ekimov (URS)                  | Gintautas Umaras (URS)                    | Dean Woods (AUS)                          |
| 1987    | Gintautas Umaras (URS)                    | Viatcheslav Ekimov (URS)                  | Artūras Kasputis (URS)                    |
| 1988    | Non-disputé en raison des Jeux olympiques | Non-disputé en raison des Jeux olympiques | Non-disputé en raison des Jeux olympiques |
| 1989    | Viatcheslav Ekimov (URS)                  | Jens Lehmann (RDA)                        | Steffen Blochwitz (RDA)                   |
| 1990    | Evgueni Berzin (URS)                      | Valeri Baturo (URS)                       | Mike McCarthy (USA)                       |
| 1991    | Jens Lehmann (GER)                        | Michael Glöckner (GER)                    | Jan Bo Petersen (DEN)                     |

### Poursuite professionnelle (depuis 1946)
| Édition | Or                        | Argent                   | Bronze                       |
| ------- | ------------------------- | ------------------------ | ---------------------------- |
| 1946    | Gerrit Peters (NED)       | Roger Piel (FRA)         | Arne-Werner Pedersen (DEN)   |
| 1947    | Fausto Coppi (ITA)        | Antonio Bevilacqua (ITA) | Hugo Koblet (SUI)            |
| 1948    | Gerrit Schulte (NED)      | Fausto Coppi (ITA)       | Antonio Bevilacqua (ITA)     |
| 1949    | Fausto Coppi (ITA)        | Lucien Gillen (LUX)      | Wim van Est (NED)            |
| 1950    | Antonio Bevilacqua (ITA)  | Wim van Est (NED)        | Paul Matteoli (FRA)          |
| 1951    | Antonio Bevilacqua (ITA)  | Hugo Koblet (SUI)        | Kay-Werner Nielsen (DEN)     |
| 1952    | Sydney Patterson (AUS)    | Antonio Bevilacqua (ITA) | Lucien Gillen (LUX)          |
| 1953    | Sydney Patterson (AUS)    | Kay-Werner Nielsen (DEN) | Antonio Bevilacqua (ITA)     |
| 1954    | Guido Messina (ITA)       | Hugo Koblet (SUI)        | Lucien Gillen (LUX)          |
| 1955    | Guido Messina (ITA)       | René Strehler (SUI)      | Wim van Est (NED)            |
| 1956    | Guido Messina (ITA)       | Jacques Anquetil (FRA)   | Kay-Werner Nielsen (DEN)     |
| 1957    | Roger Rivière (FRA)       | Albert Bouvet (FRA)      | Guido Messina (ITA)          |
| 1958    | Roger Rivière (FRA)       | Leandro Faggin (ITA)     | Franco Gandini (ITA)         |
| 1959    | Roger Rivière (FRA)       | Albert Bouvet (FRA)      | Jean Brankart (BEL)          |
| 1960    | Rudi Altig (GER)          | Willy Trepp (SUI)        | Ercole Baldini (ITA)         |
| 1961    | Rudi Altig (GER)          | Willy Trepp (SUI)        | Leandro Faggin (ITA)         |
| 1962    | Henk Nijdam (NED)         | Leandro Faggin (ITA)     | Peter Post (NED)             |
| 1963    | Leandro Faggin (ITA)      | Peter Post (NED)         | Henk Nijdam (NED)            |
| 1964    | Ferdinand Bracke (BEL)    | Leandro Faggin (ITA)     | Ercole Baldini (ITA)         |
| 1965    | Leandro Faggin (ITA)      | Ferdinand Bracke (BEL)   | Dieter Kemper (GER)          |
| 1966    | Leandro Faggin (ITA)      | Ferdinand Bracke (BEL)   | Dieter Kemper (GER)          |
| 1967    | Tiemen Groen (NED)        | Hugh Porter (GBR)        | Leandro Faggin (ITA)         |
| 1968    | Hugh Porter (GBR)         | Ole Ritter (DEN)         | Leandro Faggin (ITA)         |
| 1969    | Ferdinand Bracke (BEL)    | Hugh Porter (GBR)        | Peter Post (NED)             |
| 1970    | Hugh Porter (GBR)         | Lorenzo Bosisio (ITA)    | Charly Grosskost (FRA)       |
| 1971    | Dirk Baert (BEL)          | Charly Grosskost (FRA)   | Hugh Porter (GBR)            |
| 1972    | Hugh Porter (GBR)         | Ferdinand Bracke (BEL)   | Dirk Baert (BEL)             |
| 1973    | Hugh Porter (GBR)         | René Pijnen (NED)        | Ferdinand Bracke (BEL)       |
| 1974    | Roy Schuiten (NED)        | Ferdinand Bracke (BEL)   | René Pijnen (NED)            |
| 1975    | Roy Schuiten (NED)        | Knut Knudsen (NOR)       | Dirk Baert (BEL)             |
| 1976    | Francesco Moser (ITA)     | Roy Schuiten (NED)       | Knut Knudsen (NOR)           |
| 1977    | Gregor Braun (GER)        | Knut Knudsen (NOR)       | Steve Heffernan (GBR)        |
| 1978    | Gregor Braun (GER)        | Roy Schuiten (NED)       | Jean-Luc Vandenbroucke (BEL) |
| 1979    | Bert Oosterbosch (NED)    | Francesco Moser (ITA)    | Herman Ponsteen (NED)        |
| 1980    | Anthony Doyle (GBR)       | Herman Ponsteen (NED)    | Hans-Henrik Ørsted (DEN)     |
| 1981    | Alain Bondue (FRA)        | Hans-Henrik Ørsted (DEN) | Bert Oosterbosch (NED)       |
| 1982    | Alain Bondue (FRA)        | Hans-Henrik Ørsted (DEN) | Maurizio Bidinost (ITA)      |
| 1983    | Steele Bishop (AUS)       | Robert Dill-Bundi (SUI)  | Hans-Henrik Ørsted (DEN)     |
| 1984    | Hans-Henrik Ørsted (DEN)  | Anthony Doyle (GBR)      | Jean-Luc Vandenbroucke (BEL) |
| 1985    | Hans-Henrik Ørsted (DEN)  | Anthony Doyle (GBR)      | Gregor Braun (GER)           |
| 1986    | Anthony Doyle (GBR)       | Hans-Henrik Ørsted (DEN) | Jesper Worre (DEN)           |
| 1987    | Hans-Henrik Ørsted (DEN)  | Jesper Worre (DEN)       | Anthony Doyle (GBR)          |
| 1988    | Lech Piasecki (POL)       | Anthony Doyle (GBR)      | Jesper Worre (DEN)           |
| 1989    | Colin Sturgess (GBR)      | Dean Woods (AUS)         | Régis Clère (FRA)            |
| 1990    | Viatcheslav Ekimov (URS)  | Francis Moreau (FRA)     | Armand de Las Cuevas (FRA)   |
| 1991    | Francis Moreau (FRA)      | Shaun Wallace (GBR)      | Colin Sturgess (GBR)         |
| 1992    | Mike McCarthy (USA)       | Shaun Wallace (GBR)      | Artūras Kasputis (LTU)       |
| 1993    | Graham Obree (GBR)        | Philippe Ermenault (FRA) | Chris Boardman (GBR)         |
| 1994    | Chris Boardman (GBR)      | Francis Moreau (FRA)     | Jens Lehmann (GER)           |
| 1995    | Graham Obree (GBR)        | Andrea Collinelli (ITA)  | Stuart O'Grady (AUS)         |
| 1996    | Chris Boardman (GBR)      | Andrea Collinelli (ITA)  | Francis Moreau (FRA)         |
| 1997    | Philippe Ermenault (FRA)  | Alexei Markov (RUS)      | Andrea Collinelli (ITA)      |
| 1998    | Philippe Ermenault (FRA)  | Francis Moreau (FRA)     | Robert Bartko (GER)          |
| 1999    | Robert Bartko (GER)       | Jens Lehmann (GER)       | Mauro Trentini (ITA)         |
| 2000    | Jens Lehmann (GER)        | Stefan Steinweg (GER)    | Robert Hayles (GBR)          |
| 2001    | Alexandre Symonenko (UKR) | Jens Lehmann (GER)       | Stefan Steinweg (GER)        |
| 2002    | Bradley McGee (AUS)       | Luke Roberts (AUS)       | Jens Lehmann (GER)           |
| 2003    | Bradley Wiggins (GBR)     | Luke Roberts (AUS)       | Sergi Escobar (ESP)          |
| 2004    | Sergi Escobar (ESP)       | Robert Hayles (GBR)      | Robert Bartko (GER)          |
| 2005    | Robert Bartko (GER)       | Sergi Escobar (ESP)      | Levi Heimans (NED)           |
| 2006    | Robert Bartko (GER)       | Jens Mouris (NED)        | Paul Manning (GBR)           |
| 2007    | Bradley Wiggins (GBR)     | Robert Bartko (GER)      | Sergi Escobar (ESP)          |
| 2008    | Bradley Wiggins (GBR)     | Jenning Huizenga (NED)   | Alexei Markov (RUS)          |
| 2009    | Taylor Phinney (USA)      | Jack Bobridge (AUS)      | Dominique Cornu (BEL)        |
| 2010    | Taylor Phinney (USA)      | Jesse Sergent (NZL)      | Jack Bobridge (AUS)          |
| 2011    | Jack Bobridge (AUS)       | Jesse Sergent (NZL)      | Michael Hepburn (AUS)        |
| 2012    | Michael Hepburn (AUS)     | Jack Bobridge (AUS)      | Westley Gough (NZL)          |
| 2013    | Michael Hepburn (AUS)     | Martyn Irvine (IRL)      | Stefan Küng (SUI)            |
| 2014    | Alexander Edmondson (AUS) | Stefan Küng (SUI)        | Marc Ryan (NZL)              |
| 2015    | Stefan Küng (SUI)         | Jack Bobridge (AUS)      | Julien Morice (FRA)          |
| 2016    | Filippo Ganna (ITA)       | Domenic Weinstein (GER)  | Andrew Tennant (GBR)         |
| 2017    | Jordan Kerby (AUS)        | Filippo Ganna (ITA)      | Kelland O'Brien (AUS)        |
| 2018    | Filippo Ganna (ITA)       | Ivo Oliveira (POR)       | Alexander Evtushenko (RUS)   |
| 2019    | Filippo Ganna (ITA)       | Domenic Weinstein (GER)  | Davide Plebani (ITA)         |
| 2020    | Filippo Ganna (ITA)       | Ashton Lambie (USA)      | Corentin Ermenault (FRA)     |
| 2021    | Ashton Lambie (USA)       | Jonathan Milan (ITA)     | Filippo Ganna (ITA)          |
| 2022    | Filippo Ganna (ITA)       | Jonathan Milan (ITA)     | Ivo Oliveira (POR)           |
| 2023    | Filippo Ganna (ITA)       | Dan Bigham (GBR)         | Jonathan Milan (ITA)         |
| 2024    | Jonathan Milan (ITA)      | Josh Charlton (GBR)      | Dan Bigham (GBR)             |

## Bilan
| Rang | Coureur            | Pays               | Médaille d'or, Coupe du Monde | Médaille d'argent, Coupe du Monde | Médaille de bronze, Coupe du Monde | Total | Statut |
| ---- | ------------------ | ------------------ | ----------------------------- | --------------------------------- | ---------------------------------- | ----- | ------ |
| 1    | Filippo Ganna      | Italie             | 6                             | 1                                 | 1                                  | 8     | P      |
| 2    | Guido Messina      | Italie             | 5                             | 0                                 | 3                                  | 8     | AP     |
| 3    | Leandro Faggin     | Italie             | 4                             | 4                                 | 4                                  | 12    | AP     |
| 4    | Hugh Porter        | Royaume-Uni        | 4                             | 2                                 | 2                                  | 8     | AP     |
| 5    | Viatcheslav Ekimov | Union soviétique   | 4                             | 1                                 | 0                                  | 5     | AP     |
| 6    | Tiemen Groen       | Pays-Bas           | 4                             | 0                                 | 0                                  | 4     | AP     |
| 7    | Hans-Henrik Ørsted | Danemark           | 3                             | 3                                 | 2                                  | 8     | P      |
| 8    | Robert Bartko      | Allemagne          | 3                             | 1                                 | 2                                  | 6     | P      |
| 9    | Rudi Altig         | Allemagne          | 3                             | 0                                 | 0                                  | 3     | AP     |
| 9    | Detlef Macha       | Allemagne de l'Est | 3                             | 0                                 | 0                                  | 3     | A      |
| 9    | Sydney Patterson   | Australie          | 3                             | 0                                 | 0                                  | 3     | AP     |
| 9    | Roger Rivière      | France             | 3                             | 0                                 | 0                                  | 3     | P      |
| 9    | Bradley Wiggins    | Royaume-Uni        | 3                             | 0                                 | 0                                  | 3     | P      |

Note :
 A = correspond aux médailles obtenues dans la compétition amateur
 P = correspond aux médailles obtenues dans la compétition professionnelle/open

| Rang | Pays             | Médaille d'or, Coupe du Monde | Médaille d'argent, Coupe du Monde | Médaille de bronze, Coupe du Monde | Total |
| ---- | ---------------- | ----------------------------- | --------------------------------- | ---------------------------------- | ----- |
| 1    | Italie           | 18                            | 13                                | 15                                 | 46    |
| 2    | Grande-Bretagne  | 14                            | 10                                | 9                                  | 33    |
| 3    | Australie        | 9                             | 6                                 | 4                                  | 19    |
| 4    | France           | 8                             | 9                                 | 7                                  | 24    |
| 5    | Allemagne        | 8                             | 6                                 | 8                                  | 22    |
| 6    | Pays-Bas         | 7                             | 8                                 | 9                                  | 24    |
| 7    | États-Unis       | 4                             | 1                                 | 0                                  | 5     |
| 8    | Danemark         | 3                             | 6                                 | 7                                  | 16    |
| 9    | Belgique         | 3                             | 4                                 | 7                                  | 14    |
| 10   | Suisse           | 1                             | 7                                 | 2                                  | 10    |
| 11   | Espagne          | 1                             | 1                                 | 2                                  | 4     |
| 12   | Pologne          | 1                             | 0                                 | 0                                  | 1     |
| 12   | Ukraine          | 1                             | 0                                 | 0                                  | 1     |
| 12   | Union soviétique | 1                             | 0                                 | 0                                  | 1     |
| 15   | Nouvelle-Zélande | 0                             | 2                                 | 2                                  | 4     |
| 16   | Norvège          | 0                             | 2                                 | 1                                  | 3     |
| 17   | Luxembourg       | 0                             | 1                                 | 2                                  | 3     |
| 17   | Russie           | 0                             | 1                                 | 2                                  | 3     |
| 19   | Portugal         | 0                             | 1                                 | 1                                  | 2     |
| 20   | Irlande          | 0                             | 1                                 | 0                                  | 1     |
| 21   | Lituanie         | 0                             | 0                                 | 1                                  | 1     |

| Rang | Pays               | Médaille d'or, Coupe du Monde | Médaille d'argent, Coupe du Monde | Médaille de bronze, Coupe du Monde | Total |
| ---- | ------------------ | ----------------------------- | --------------------------------- | ---------------------------------- | ----- |
| 1    | Italie             | 7                             | 8                                 | 11                                 | 26    |
| 2    | Union soviétique   | 7                             | 8                                 | 3                                  | 18    |
| 3    | Pays-Bas           | 6                             | 3                                 | 3                                  | 12    |
| 4    | Allemagne de l'Est | 5                             | 4                                 | 5                                  | 14    |
| 5    | Danemark           | 3                             | 2                                 | 3                                  | 8     |
| 6    | Allemagne          | 3                             | 2                                 | 2                                  | 7     |
| 7    | Grande-Bretagne    | 2                             | 4                                 | 3                                  | 9     |
| 8    | France             | 2                             | 3                                 | 4                                  | 9     |
| 9    | Suisse             | 2                             | 2                                 | 2                                  | 6     |
| 10   | Belgique           | 1                             | 3                                 | 0                                  | 4     |
| 11   | Australie          | 1                             | 0                                 | 1                                  | 2     |
| 12   | Colombie           | 1                             | 0                                 | 0                                  | 1     |
| 12   | Norvège            | 1                             | 0                                 | 0                                  | 1     |
| 14   | Tchécoslovaquie    | 0                             | 1                                 | 2                                  | 3     |
| 15   | Uruguay            | 0                             | 1                                 | 0                                  | 1     |
| 16   | États-Unis         | 0                             | 0                                 | 1                                  | 1     |
| 16   | Suède              | 0                             | 0                                 | 1                                  | 1     |

| Rang  | Pays               | Médaille d'or, Coupe du Monde | Médaille d'argent, Coupe du Monde | Médaille de bronze, Coupe du Monde | Total |
| ----- | ------------------ | ----------------------------- | --------------------------------- | ---------------------------------- | ----- |
| 1     | Italie             | 25                            | 21                                | 26                                 | 72    |
| 2     | Grande-Bretagne    | 16                            | 14                                | 12                                 | 42    |
| 3     | Pays-Bas           | 13                            | 11                                | 12                                 | 36    |
| 4     | Allemagne          | 11                            | 8                                 | 10                                 | 29    |
| 5     | France             | 10                            | 12                                | 11                                 | 33    |
| 6     | Australie          | 10                            | 6                                 | 5                                  | 21    |
| 7     | Union soviétique   | 8                             | 8                                 | 3                                  | 19    |
| 8     | Danemark           | 6                             | 8                                 | 10                                 | 24    |
| 9     | Allemagne de l'Est | 5                             | 4                                 | 5                                  | 14    |
| 10    | Belgique           | 4                             | 7                                 | 7                                  | 18    |
| 11    | États-Unis         | 4                             | 1                                 | 1                                  | 6     |
| 12    | Suisse             | 3                             | 9                                 | 4                                  | 16    |
| 13    | Norvège            | 1                             | 2                                 | 1                                  | 4     |
| 14    | Espagne            | 1                             | 1                                 | 2                                  | 4     |
| 15    | Colombie           | 1                             | 0                                 | 0                                  | 1     |
| 15    | Pologne            | 1                             | 0                                 | 0                                  | 1     |
| 15    | Ukraine            | 1                             | 0                                 | 0                                  | 1     |
| 18    | Nouvelle-Zélande   | 0                             | 2                                 | 2                                  | 4     |
| 19    | Luxembourg         | 0                             | 1                                 | 2                                  | 3     |
| 19    | Russie             | 0                             | 1                                 | 2                                  | 3     |
| 19    | Tchécoslovaquie    | 0                             | 1                                 | 2                                  | 3     |
| 22    | Portugal           | 0                             | 1                                 | 1                                  | 2     |
| 23    | Irlande            | 0                             | 1                                 | 0                                  | 1     |
| 23    | Uruguay            | 0                             | 1                                 | 0                                  | 1     |
| 25    | Lituanie           | 0                             | 0                                 | 1                                  | 1     |
| 25    | Suède              | 0                             | 0                                 | 1                                  | 1     |
| Total | Total              | 120                           | 120                               | 120                                | 357   |